# Supermarine S.6B
Supermarine S.6B là một loại thủy phi cơ đua của Anh, do R.J. Mitchell phát triển cho hãng Supermarine nhằm tham gia cuộc đua Schneider Trophy năm 1931.

## Quốc gia sử dụng
Anh Quốc
- Không quân Hoàng gia

## Tính năng kỹ chiến thuật (S.6B)
Dữ liệu lấy từ Supermarine Aircraft since 1914
Đặc điểm tổng quát
- Tổ lái: 1
- Chiều dài: 28 ft 10 in (8,79 m)
- Sải cánh: 30 ft 0 in (9,14 m)
- Chiều cao: 12 ft 3 in (3,73 m)
- Diện tích cánh: 145 ft² (13,5 m²)
- Trọng lượng rỗng: 4.590 lb (2.082 kg)
- Trọng lượng có tải: 6.086 lb (2.760 kg)
- Trọng lượng cất cánh tối đa: lb (kg)
- Động cơ: 1 × Rolls-Royce R, 2.350 hp (1.753 kW)

 Hiệu suất bay 
- Vận tốc cực đại: 354 kn (407,5 mph, 655,8 km/h)
- Tải trên cánh: 42 lb/ft² (205 kg/m²)
- Công suất/trọng lượng: 0,386 hp/lb (0,635 kW/kg)